# بوشيني قراصي
بوشيني قراصي (الاسم العلمي: Puccinia urticata) هو نوع من الفطريات يتبع جنس البوشيني من فصيلة البوشينية.